# Regis-Breitingen
Regis-Breitingen é um município da Alemanha, situado no distrito de Leipzig, no estado da Saxônia. Tem 26,35 km² de área, e sua população em 2019 foi estimada em 3,.897 habitantes.